# Club Atlético Sansinena Social y Deportivo
O Club Atlético Sansinena Social y Deportivo, também conhecido como Sansinena, é um clube esportivo argentino da cidade de General Daniel Cerri, na província de Buenos Aires. Foi fundado em 12 de junho de 1914, suas cores são o vermelho e o branco. Entre as muitas atividades esportivas praticadas no clube, a principal é o futebol, onde atualmente sua equipe masculina participa do Torneo Federal A, a terceira divisão do futebol argentino para as equipes indiretamente afiliadas à Associação do Futebol Argentino (AFA), sendo representante da Liga del Sur (Bahía Blanca) ante o Conselho Federal do Futebol Argentino (CFFA).[carece de fontes?] Entre as outras atividades esportivas do clube, temos o tênis e a natação. Seu estádio é o Luis Molina, que assim como a sede do clube, fica em General Daniel Cerri, no partido de Bahía Blanca.
A entidade esportiva nasceu em General Daniel Cerri, cidade situada a 15 quilômetros de Bahía Blanca e a 700 da cidade de Buenos Aires, impulsionada por jovens empregados do Frigorífico Sansinena e da Lavadero Soulas, ansiosos pela prática do futebol. Club Atlético Soulas foi o nome original da instituição em sua inscrição na Liga del Sur (Bahía Blanca) em 12 de maio de 1916, até que em 1933 adotou a denominação Club Atlético Sansinena Social y Deportivo que persiste até os dias de hoje.